# (79889) Maloka
(79889) Maloka est un astéroïde de la ceinture principale.

## Description
(79889) Maloka est un astéroïde de la ceinture principale. Il fut découvert le 8 janvier 1999 à Mérida par Orlando A. Naranjo Villarroel. Il présente une orbite caractérisée par un demi-grand axe de 2,77 UA, une excentricité de 0,15 et une inclinaison de 3,7° par rapport à l'écliptique.

## Compléments